# 내 몸속 이야기
내 몸속 이야기(Inner Workings)는 미국에서 제작된 레오나르도 마츠다 감독의 2016년 애니메이션, 가족 영화이다.

## 출연
- 터커 길모어
- 레이먼드 S. 페르시[1]
- 테리 더글러스
- 더 루프 트루프